# Armavir (antik stad)
För olika betydelser av Armavir, se Armavir

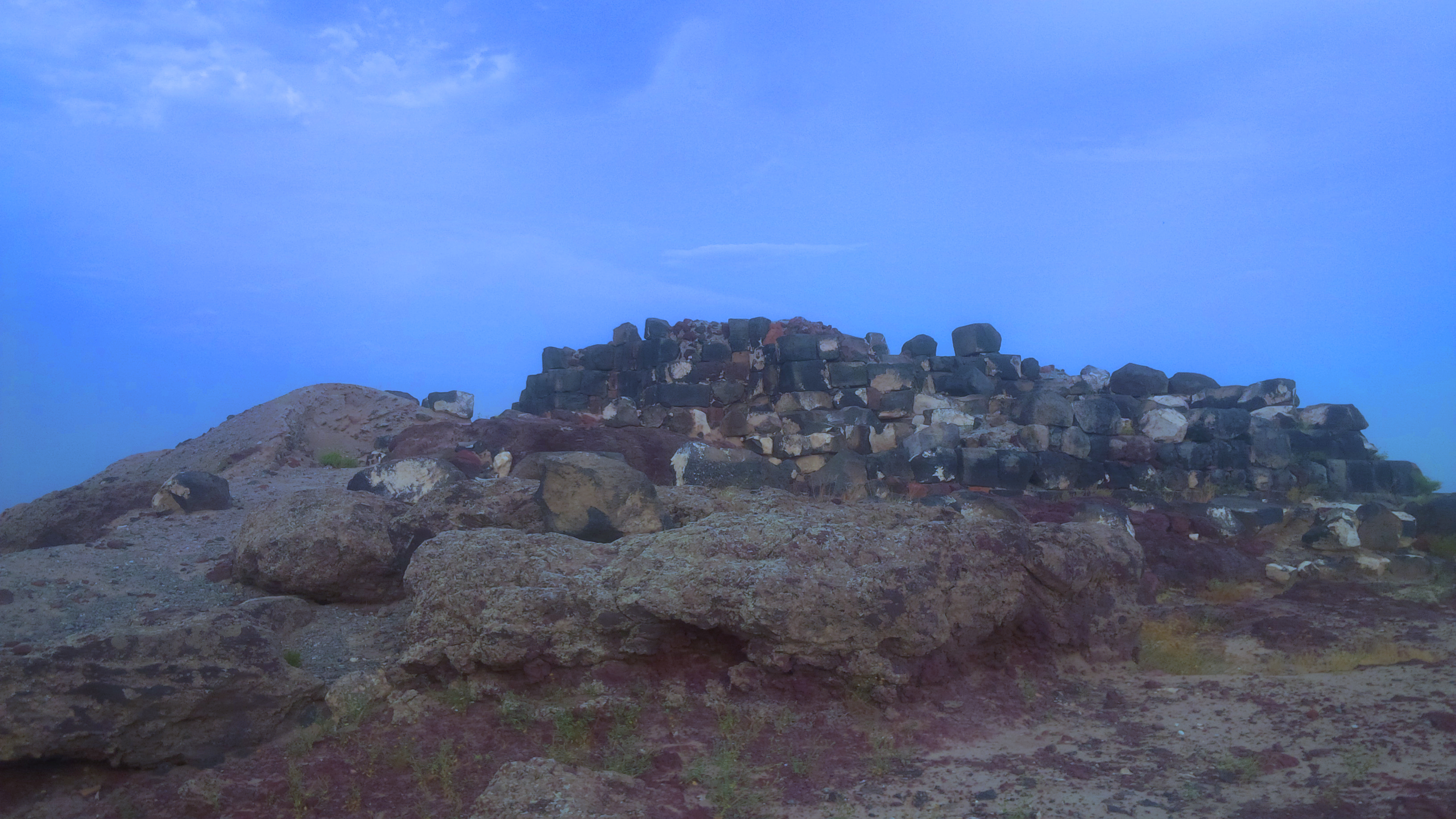
Ruinerna på platsen för det antika Armavir

Armavir (armeniska: Արմավիր) var en handelsort och huvudstad i det antika Armenien under  orontiddynastin. Den låg en kilometer väster om dagens Armavir i Armavirprovinsen i Armenien. 

## Historia

### Antiken
Området runt det antika Armavir var bebott sedan 500-talet för Kristus. Olika verktyg av obsidian, bronsföremål samt keramik har upptäckts från denna tid. Armavir tros ha grundats av kung Aramais omkring 1980 före Kristus och är en av Armeniens flera tidigare huvudstäder. 
Under första hälften av 700-talet före Kristus byggde kung Argishti I av Urartu en fästning i området som han döpte till Argisjtichinili. Inskriptioner från urartisk tid berättar att staden grundades 776, sex år efter grundandet av Erebuni.
År 331 före Kristus, när Armenien styrdes under orontiddynastin, hävdade det sin självständighet från det Akemenidiska riket, varefter Armavir blev huvudstad i Armenien. Det har hittats block av lera från akemenidperioden med skrift på elamitiska som beskriver episoder i eposet Gilgamesh. Olika inskrifter på hellenistisk grekiska som höggs in omkring 200-talet före Kristus har också upptäckts, inklusive poesi från Hesiodos, rader av Euripides, en lista över antika makedonska månader samt namn på orontidiska kungar.
Kung Orontes IV (eller Jervand IV) flyttade på 200-talet Armeniens huvudstad till det nygrundade Jervandasjat, som efter det att floden söder om Armavir ändrat flodbädd, låg bättre till geografiskt vid den plats floden Achurjan hade sitt utlopp i Aras.
Den armeniska historikern Movses Khorenatsi från 400-talet beskriver Armavir som kungariket Armeniens första huvudstad. Movses Khorenatsi skrev enligt den tradition som sade att kung Valarsace partanen, när han slog sig ned i Armavir omkring 149 före Kristus, byggde ett tempel där och begärde att prinsen Smbat av Bagratunidynastin skulle ge upp sin religion och sluta dyrka sina gudar, något som Smbat vägrade. Han berättar också att kung Tigran II (som han anger satt på tronen 90-36 före Kristus), för att hämnas på drottning Kleopatra av Egypten, sände en expeditionsstyrka till Palestina, skickade ett stort antal judar i fångenskap och tvångsbosatte dem i Armavir och i Vardges. Han påstår också att judarna senare tvingades flytta från Armavir till Jervandasjat, samt att de ännu senare under kung Artashes I ännu en gång förflyttades till den nya huvudstaden Artasjat. Efter det att kung Shahpour II av Persien invaderat Armenien 360-370, lät han föra iväg från Artasjat 30 000 armeniska och 9 000 judiska familjer, varefter han förstörde staden.
Armavir erövrades av seleukiderna, parterna, romarna, sassaniderna och det Bysantinska riket innan det erövrades av araberna 645 efter Kristus.

### Armavir under medeltiden
Den arabiska överhögheten varade in på 800-talet, då sajiderna övertog makten. Efter dessa styrde den georgiska Bagrationidynastin tills det bysantinska riket återerövrade landet 1045. Redan 1064 förlorades det till seldjukerna, som döpte om staden till Sardarabad.
Området styrdes senare av georgier, armenier, eldigusider och av det Khwaresmidiska riket. Mongolerna erövrade regionen 1239 och grundade Ilkhanat 1256. Därefter övertogs området av chobanider 1353, Jalaridsultanatet 1357 och Kara Koyunludynastin 1388.
Timur Lenk erövrade regionen 1400 och Qara Yusuf återtog den 1407 från Timuridriket. Timur Lenks son Shah Rukh återtog området 1421, varefter Kara Koyunluhärskaren Jahan Shah erövrade det 1447.

### Ottomansk-persiskt styre
Kara Koyunludynastins styre varade tills Uzun Hasan, härskare över Ak Koyunlu, erövrade dess rike 1468. Ak Koyunluturmenernas styre i sin tur varade till 1501, då Ismail I erövrade riket. Ismail I grundade safaviddynastin. Området ockuperades under kortare perioder av det Osmanska riket 1514, 1534, 1548 och 1553. Staden erövrades därefter av det Osmanska riket 1585, men återtogs av safavidkungen Abbas I av Persien 1603. Under Abbas I:s styre tvångsflyttades Amavirs invånare till Persien och staden övergavs för gott. 
År 1613 byggde sju armeniska familjer en ny bosättning  en kilometer öster om den antika staden.